# 平公 (甘)
平公（へいこう、? - ?）は、春秋時代の甘の君主。姓は姫、氏は甘、名は鰍。成公の孫。
魯の昭公12年（紀元前530年）10月、甘の簡公が無子のため、弟の甘過を立てた（悼公）。悼公は成公・景公の族人を殺そうとした。成公・景公の族人は劉の献公を買収し、悼公を殺害した。成公の孫の甘鰍を立てた（平公）。
魯の昭公22年（紀元前520年）に王子朝の乱。平公と鞏の簡公は京の地で大敗した。